# Квічаль тиморський
Квіча́ль тиморський (Geokichla peronii) — вид горобцеподібних птахів родини дроздових (Turdidae). Мешкає в Індонезії і Східному Тиморі.

## Опис
Довжина птаха становить 19,5-20,5 см. Верхня частина тіла оранжево-коричнева, груди і боки оранжеві або каштанові. Обличчя, горло і верхня частина грудей білі. живіт, гузка і нижні покривні пера хвоста білі. На скронях темні вертикальні смуги. Під дзьобо світлі оранжево-коричневі "вуса", на крилах білі смугі, махові пера мають білі края. Дзьоб коричнювато-чорний, лапи сірі або коричнюваті. Представники підвиду G. p. audacis мають темніше забарвлення.

## Підвиди
Виділяють два підвиди:
- G. p. peronii (Vieillot, 1818) — захід Тимору і острів Роті[en];
- G. p. audacis Hartert, E, 1899 — схід Тимору, острови Ветар, Романґ[en], Дамар[en] і Бабар[en].

## Поширення і екологія
Тиморські квічалі мешкають на островах Тимор і Роті та на островах Барат-Дая. Вони живуть у вологих і сухих тропічних лісах, на висоті до 1200 м над рівнем моря.

## Збереження
МСОП класифікує стан збереження цього виду як близький до загрозливого. Тиморським квічалям загрожує знищення природного середовища і вилов з метою продажу на пташиних ринках.